# Hendrik van Minderhout

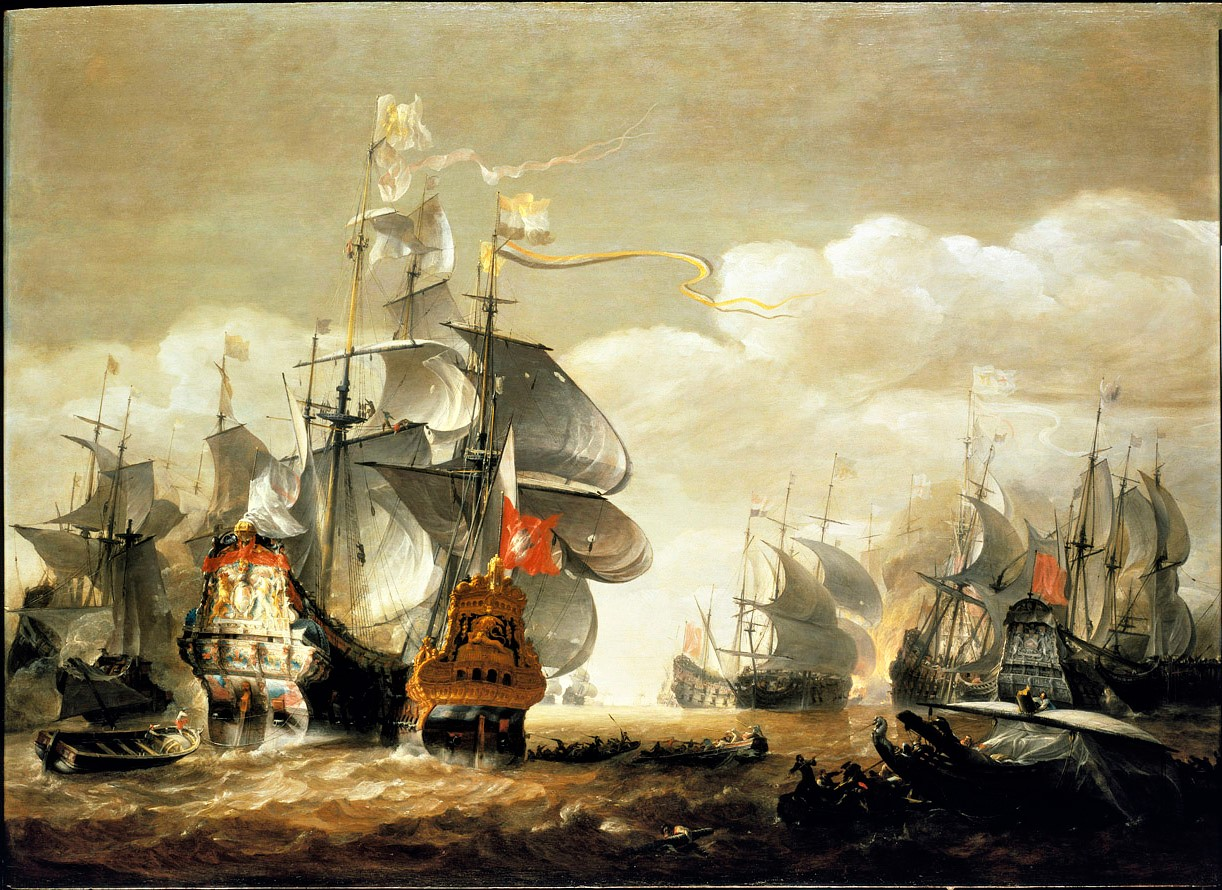
Hendrik van Minderhout, The Battle of Lowestoft, c. 1665.

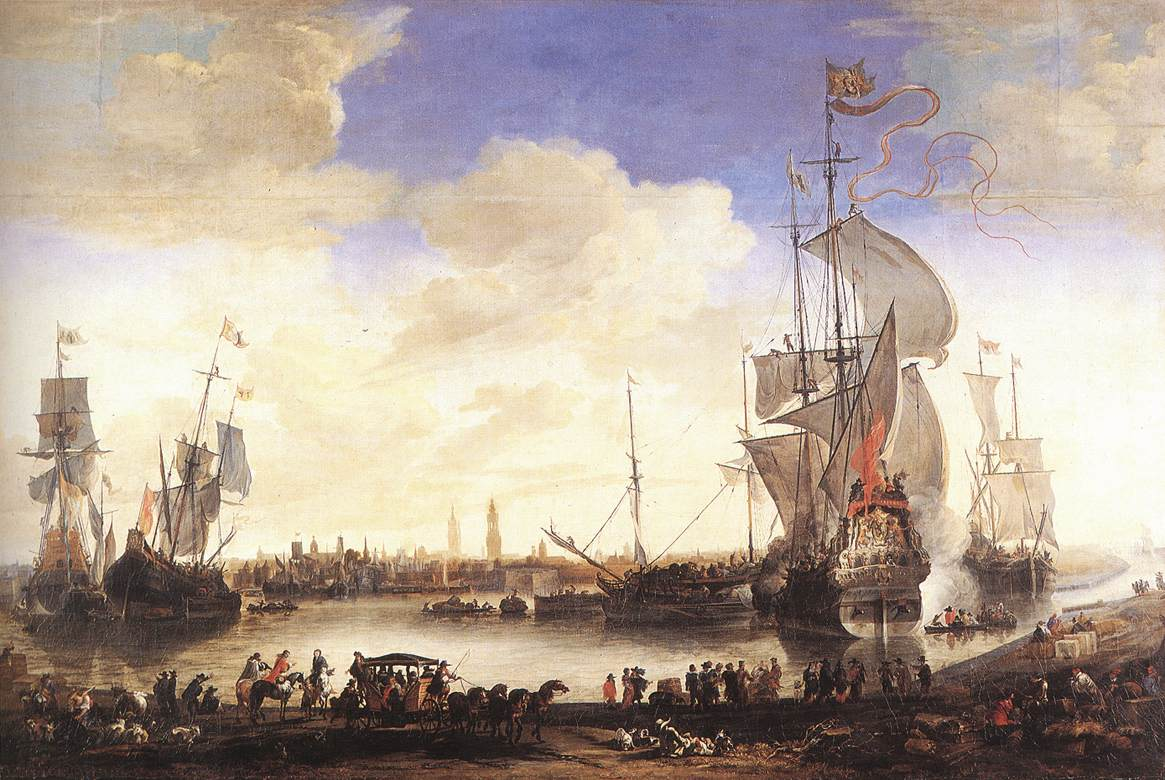
Hendrik van Minderhout, De Handelskom van Brugge

Hendrik van Minderhout (Rotterdam, 1632 – Antwerpen, 22 juli 1696) was een Nederlands kunstschilder van marines. Hij was hoofdzakelijk actief in de steden Brugge en Antwerpen. 
Hij werkte vanaf 1652 in Brugge waar hij in 1663 lid werd van de Sint-Lucasgilde en in 1664 trouwde met Margareta van den Broecke. Hij verhuisde rond 1672 naar Antwerpen, trouwde er in 1673 met Anna Victoria Clays en woonde er tot aan zijn dood. Van zijn twee echtgenoten had hij vijf kinderen. 
Zijn werk bestaat hoofdzakelijk uit grote marines (zeegezichten, havens, dokken, vloottaferelen, rivierlandschappen), die vaak gefantaseerde locaties tonen met klassieke ornamenten, vergelijkbaar met het werk van Bonaventura Peeters en Willem van de Velde de Jonge. Hij legde bij zijn aankomst in Antwerpen een dergelijk doek voor aan het plaatselijk schildersgilde om toe te kunnen treden.